# Église Saint-Pierre d'Escolives-Sainte-Camille
Pour les articles homonymes, voir Église Saint-Pierre.
L'église Saint-Pierre est une église catholique de style roman, datant du XIe siècle, située à Escolives-Sainte-Camille, en France, dans le département de l'Yonne.

## Localisation
En bordure de la RD 563, l'église dans le quartier nord du village.

## Historique
L'église a été construite au XIe siècle en architecture romane.
L'édifice est classé au titre des monuments historiques en 1920.

## Description
L'église a un plan basilical à nef unique prolongé d'une abside principale demi-circulaire.